# Centrale nucléaire de Chapelcross

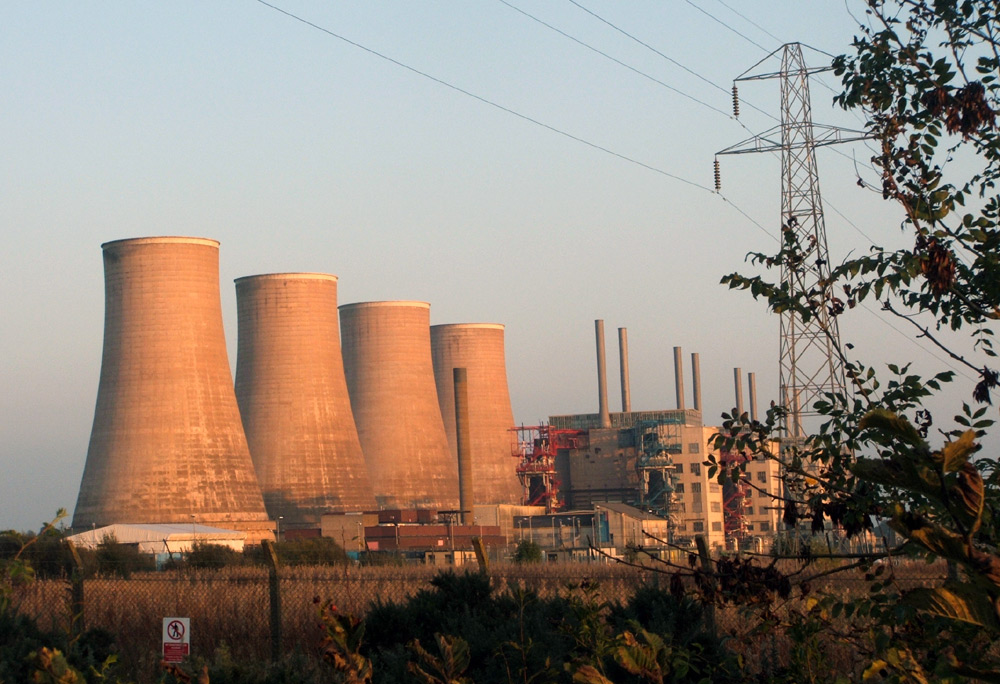
La centrale

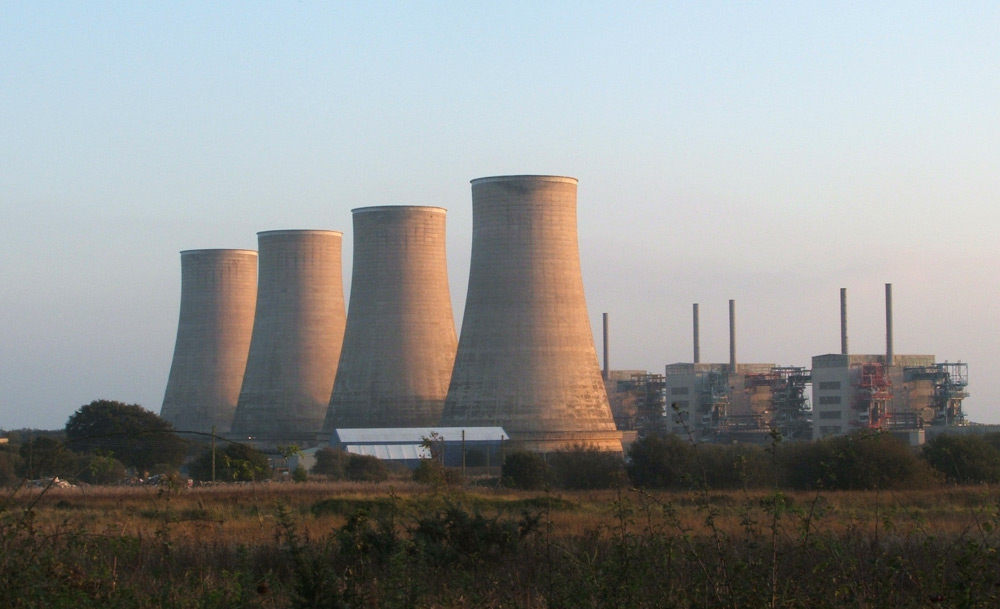
La centrale

La centrale nucléaire de Chapelcross, qui s'est d'abord appelée « Chapelcross Processing Plant » (CXPP), nom de code CANDLE, était une installation nucléaire du type Magnox installée à côté de Annan, ville du comté de Dumfries et Galloway dans le sud-ouest de l'Écosse.

## Description
Cette centrale est la copie conforme de Calder Hall située en Cumbria en Angleterre. Elles ont été construites et exploitées à l'origine par l'entreprise d'état  UKAEA (United Kingdom Atomic Energy Authority).

Elle était équipée de quatre réacteurs du type Magnox de 50 MWe chacun, soit une puissance maximale totale de 200 MWe.

L'objectif initial de ces deux centrales était de produire du plutonium enrichi pour le programme d'armes nucléaires du Royaume-Uni mais elles ont permis de produire en même temps de l'électricité avec un rendement de 19 %.

La centrale de Chapelcross a fonctionné de 1959 jusqu'en 2004. Au moment de sa fermeture c'était l'une des plus anciennes centrales nucléaires du Royaume-Uni.

## Fusion partielle du cœur
En 1967, le réacteur n°2 a connu une fusion partielle, lorsqu'un assemblage combustible chargé d'éléments en cours d'essais pour le programme commercial a été partiellement bloqué en raison de la présence de débris de graphite. Le combustible a alors surchauffé et le revêtement s'est rompu, entraînant un dépôt de contamination dans le cœur. Le réacteur affecté a redémarré en 1969 après la réussite du nettoyage et il a été le dernier réacteur à être mis à l'arrêt.

## Démantèlement
Le déchargement du combustible usé doit commencer en mars 2007. Il sera envoyé à Sellafield dans le comté de Cumbria pour le retraitement.

La stratégie de démantèlement des centrales du type Magnox prévoit de libérer totalement le site ce qui devrait prendre une centaine d'années après l'arrêt définitif.